# Tampa Bay Lightning
Els Tampa Bay Lightning (en català Tampa Bay llamp) és un equip professional d'hoquei sobre gel de la ciutat de Tampa (Florida, Estats Units). Juga a la National Hockey League a la Divisió Sud-est de la Conferència Est.
El seu pavelló és el St. Pete Times Forum i juga amb jersei negre i pantalons negres a casa i amb jersei blanc i pantalons negres a fora.
Va guanyar la seva primera Copa Stanley a la temporada 2003-04.

## Història
L'equip fou fundat el 1992 per una expansió de la lliga juntament amb els Ottawa Senators, van tenir resultats discrets fins a la temporada 2002-03, que van arribar a les semifinals de conferència, però el millor resultat de la història de la franquícia es va aconseguir a la temporada 2003-04. L'equip va acabar com a campió de divisió i com el segon millor classificat en la seva Conferència, amb 106 punts. Després de guanyar en la fase final als New York Islanders, els Montreal Canadiens i els Philadelphia Flyers, els Tampa Bay Lightning es van proclamar campions de la Conferència Est i va aconseguir arribar per primera vegada en la seva història a la final de la Copa Stanley, en la que es van enfrontar amb els Calgary Flames. Els Lightning es van imposar en set jocs amb una victòria per 2-1 i van guanyar la seva primera Copa Stanley de la seva història.

## Palmarès
Copa Stanley:3
- 2003-04, 2019-20, 2020-21

Trofeu Príncep de Gal·les:1
- 2003-04